# Prisão de Mark Bernstein
Mark Izrailevich Bernstein (em russo:  Марк Израйлевич Бернштейн; Minsk, 19 de agosto de 1965) é um blogger e editor da Wikipédia em russo. Em março de 2022, Bernstein foi detido pela força de segurança GUBOPiK da Bielorrússia, acusado de violar a lei russa de notícias falsas em relação à edição de artigos da Wikipedia sobre o tópico da Invasão da Ucrânia pela Rússia em 2022.

## Biografia
Do final de 2009 até o início de 2022, Bernstein foi um dos 50 editores mais ativos da Wikipédia em russo, com mais de 200 mil edições. Ele já foi contratado por outros editores de enciclopédias para escrever artigos. Ele descreveu sua "melhor" conquista na Wikipedia em 2009 como seu trabalho em um artigo sobre censura na União Soviética, no qual citou cerca de 250 fontes. Bernstein aconselhou os novos editores da Wikipédia a aprenderem primeiro com os padrões de edição de editores experientes da Wikipédia e a estarem preparados para trabalhar em conjunto com editores com pontos de vista muito diferentes e muitas vezes opostos, que ele via como a chave para o desenvolvimento de artigos da Wikipédia.

## Prisão
Quando alguns editores da Wikipedia russa alegaram que o nome "invasão russa da Ucrânia (2022)" viola a política da Wikipedia de apresentar informações de um ponto de vista neutro, Bernstein disse: "As tropas russas invadiram o território da Ucrânia. É apenas um fato, não é um ponto de vista".
Em 10 de março de 2022, um fórum de mensagens online de propaganda russa no Telegram, Mrakoborets, publicou informações privadas sobre Bernstein e o acusou de violar uma nova lei russa contra a publicação de notícias falsas. O fórum alegou que a edição de artigos da Wikipédia por Bernstein sobre a invasão russa da Ucrânia em 2022 violou a nova lei.
Em 11 de março de 2022, GUBOPiK, a "Direção Principal de Combate ao Crime Organizado e à Corrupção" da Bielorrússia, deteve Bernstein em Minsk. Canais pró-governo no Telegram publicaram uma gravação em vídeo da detenção de Bernstein e o acusaram de espalhar informações falsas "anti-russas". Em 12 de março de 2022, ele foi condenado a 15 dias de prisão por "desobediência a uma ordem legal ou exigência de um funcionário" (artigo 24.3 do Código Administrativo da Bielorrússia).

## Reações
Em 11 de março de 2022, a Wikimedia Foundation, que opera a Wikipédia e outros projetos da Wikimedia, declarou em resposta a um inquérito sobre a detenção de Bernstein que as "equipes de Confiança e Segurança e Direitos Humanos das Fundações [estavam] monitorando a crise em curso na  Ucrânia e [estavam] em contato próximo com as comunidades [Wikimedia] na região para garantir sua segurança e responder às suas necessidades."